# Monsters Ate My Birthday Cake
Monsters Ate My Birthday Cake est un jeu vidéo de puzzle développé et édité par SleepNinja Games, sorti en 2014 sur Windows, iOS et Android.

## Accueil
- Canard PC : 7/10[1]
- Gamezebo : 5/5[2]
- Jeuxvideo.com : 15/20[3]
- Pocket Gamer : 8/10[4]
- TouchArcade : 5/5[5]

## Développement
Le jeu a bénéficié d'un financement sur Kickstarter à hauteur de 26 096 $ (pour une demande initiale de 15 000 $) via 1 216 contributeurs.